# مریخی محبوب من (فیلم ۱۹۹۹)
مریخی محبوب من
 (به انگلیسی: My Favorite Martian) یک فیلم کمدی و علمی-تخیلی آمریکایی محصول سال ۱۹۹۹ با بازی کریستوفر لوید، جف دانیلز، داریل هانا، الیزابت هارلی، والاس شاون، وین نایت و ری والستن است که بر اساس مجموعه تلویزیونی دهه ۱۹۶۰ به همین نام ساخته شده‌است. این فیلم نقدهای منفی منتقدان را دریافت کرد و با فروش ۳۶٫۸ میلیون دلاری در مقابل بودجه ۶۵ میلیون دلاری، یک بمب گیشه بود.

## داستان
زندگی بیشتر از این نمی‌تواند برای «تیم اوهارا» بد شود. او «بریس چنینگ»، کسی را که دوست داشت تحقیر کرده و در نهایت توسط پدرش اخراج می‌شود. اما یک مریخی وارد خانه او می‌شود و همه چیز را تغییر می‌دهد…